# 이수정 (음악가)
이수정(1974년~)은 대한민국의 여행스케치멤버이자 가수이다.

## 생애
이수정은 1974년 제주특별자치도 제주시에서 태어나 유년시절 서울특별시 마포구로 이사를 가 서울여자고등학교를 거쳐 단국대학교 생활음악과를 거쳐 청운대학교 실용음악과 졸업 후
서울과학기술대학교 융합과학기술대학원 응용바이오공학과를 졸업했고 여행스케치 멤버였다 지금 현재 백석예술대학교 실용음악과 교수로 재직중이다.

## 학력
- 서울여자고등학교 (졸업)
- 단국대학교 천안캠퍼스 생활음악과 (졸업)
- 청운대학교 실용음악과 (졸업)
- 서울과학기술대학교 융합과학기술대학원 응용바이오공학과 (졸업)

## 경력
- 여행스케치 멤버